# Canvis Modic
Els canvis Modic són canvis patològics en els ossos de la columna vertebral, les vèrtebres. Aquests canvis se situen tant en l'interior del cos de les vèrtebres com al planell (del cos) en contacte amb el disc. Clínicament, els canvis Modic s'associen sovint amb un dolor lumbar constant durant el dia, amb un dolor màxim que es produeix durant la nit i al matí, juntament amb la rigidesa de l'esquena.
S'han observat canvis Modic en aproximadament el 6% de la població adulta general, independentment de l'ètnia.
Els canvis Modic són rars en nens i adults joves. Des dels 25 als 40 anys, hi ha un fort augment de la seva prevalença, que s'anivella al voltant dels 40 anys i és estable fins als 80 anys o més.
Es calcula que els canvis Modic afecten aproximadament 349 milions de persones de la població adulta a tot el món.[Juliol 2021]
Els canvis Modic són un terme descriptiu utilitzat pels radiòlegs en les avaluacions de ressonància magnètica. El tractament convencional que inclou la fisioteràpia, la quiropràctica, l'acupuntura i l'exercici per al mal d'esquena, són ineficaços per tractar els canvis Modic. Per contra, s'ha demostrat que el tractament amb antibiòtics a llarg termini és un tractament eficaç si es fa de manera eficaç i si el teixit és infectat per bacteris.

## Classificació
- Tipus 1 reflecteix edema i inflamació (a vegades amb infecció), amb planells del cos vertebral fissurats, microfractures de les trabècules, teixit granular, nivells elevats de fibres nervioses immunoreactives i cèl·lules productores de TNF alfa (proinflamatòries)[8][9]
- Tipus 2 conté nivells elevats de greix associats amb la degeneració de la medul·la òssia, les microfractures de les trabècules, la ruptura dels planells i les fibres nervioses immunoreactives i les cèl·lules productores de TNF alfa.[9][10][11][12] Amb freqüència s'observa una barreja dels tipus 1 i 2.[11][12]
- Tipus 3 és rar i suggereix una fase escleròtica, ja més estable.[11][12]